# 斯里蘭卡宗教
斯里蘭卡宗教 (2012)

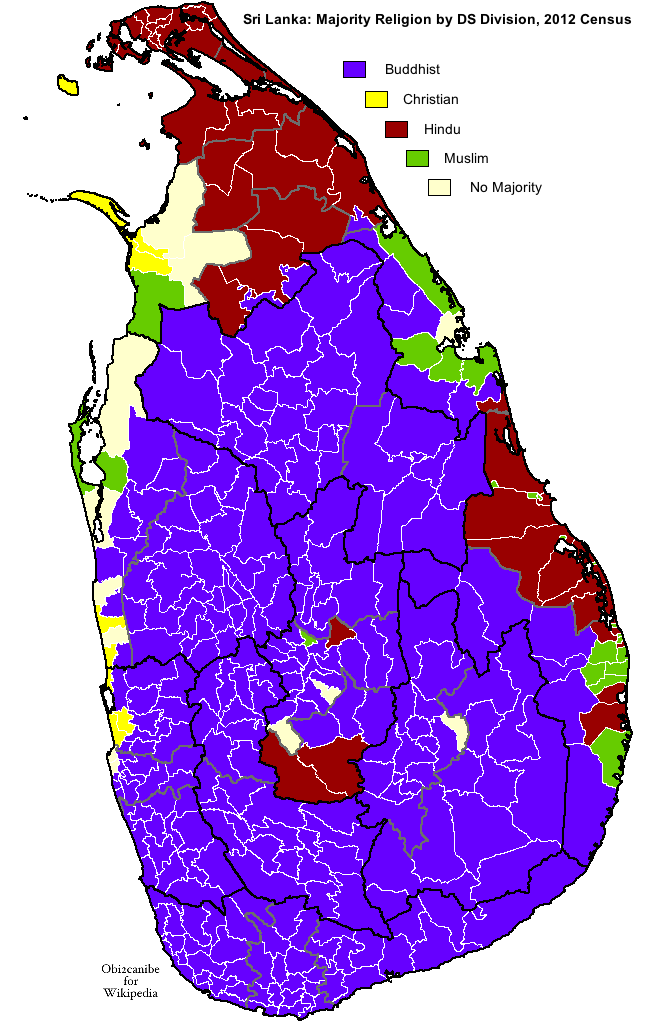
斯里蘭卡宗教分佈

斯里蘭卡是一個多元文化、多民族、多語言和多宗教信仰的國家。截至2012年的人口普查，斯里蘭卡有70.2%是上座部佛教徒，12.6％是印度教徒，9.7％是穆斯林（主要是遜尼派），7.4％是基督徒（6.1％是天主教，1.3％是其他基督宗教）。根據蓋洛普調查顯示，2008年斯里蘭卡是全球第三大宗教國家，斯里蘭卡有99％的人認為宗教是其日常生活的重要組成部分。

## 分佈

1981年和2001年人口普查數據
佛教徒
印度教徒
基督徒
穆斯林

2011年人口普查數據
佛教徒
印度教徒
穆斯林
基督徒

## 佛教

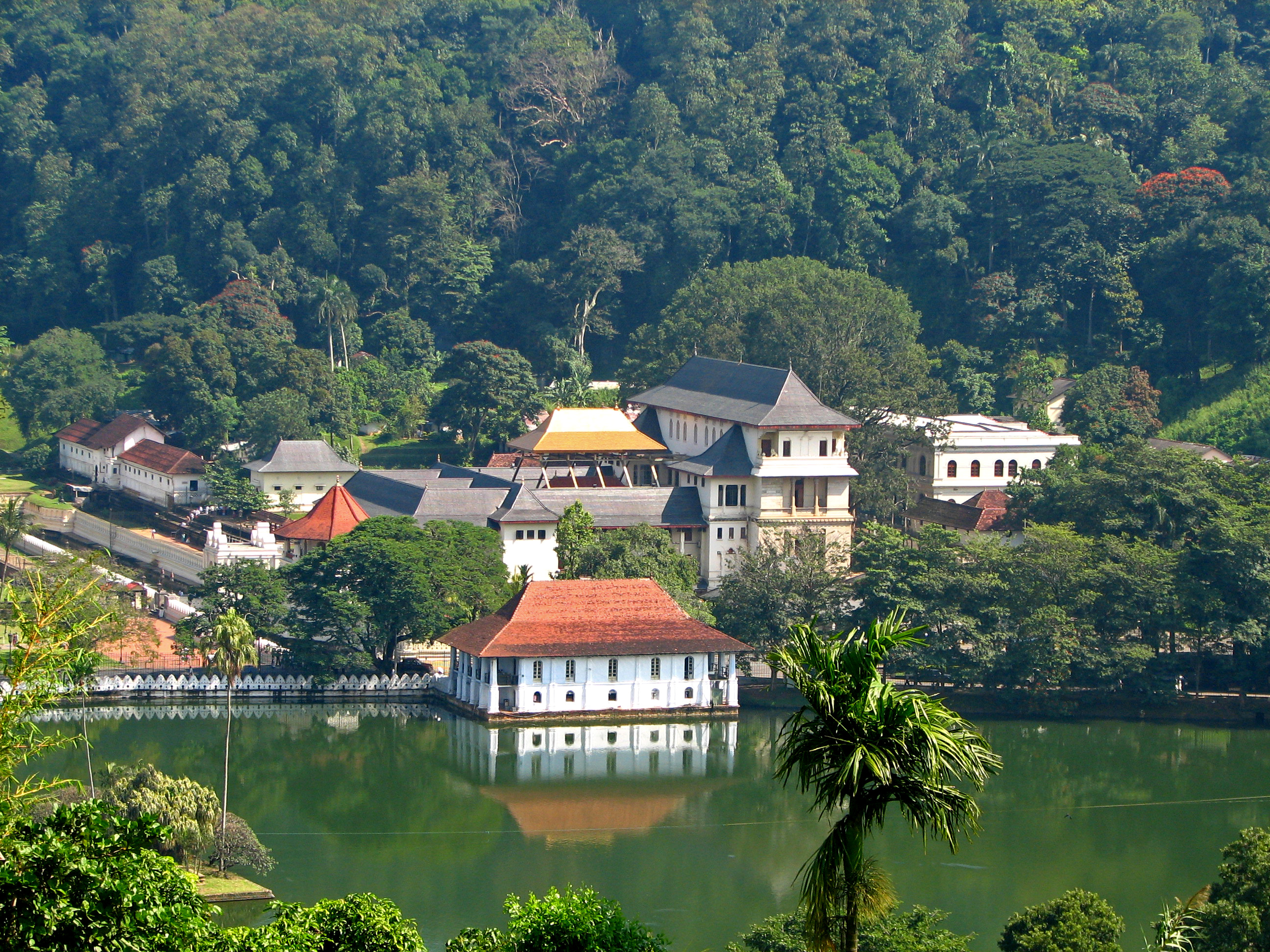
康提佛牙寺（Sri Dalada Maligawa）

上座部佛教是斯里蘭卡佛教的主要宗派，斯里蘭卡全國約有70％的人口信仰佛教。阿育王的兒子摩哂陀於公元前246年到斯里蘭卡訪問時將佛教傳入，將當時的斯里蘭卡國王天爱帝须也改信佛教。阿育王的女兒僧伽蜜多將菩提樹從印度菩提伽耶帶到斯里蘭卡種植，並在斯里蘭卡建立了僧團。從此，斯里蘭卡皇室協助了佛教傳播，並修建佛教寺院。公元前200年左右，佛教成為斯里蘭卡的官方宗教。斯里蘭卡是歷史上佛教信仰持續時間最長的國家之一。在佛教於南亞衰落的時期，由於斯里蘭卡與緬甸、泰國保持交流而恢復佛教信仰。然而，後來印度教和歐洲殖民導致斯里蘭卡佛教衰落。佛教最初起源於印度，而印度現在大部分是信仰印度教。

## 印度教

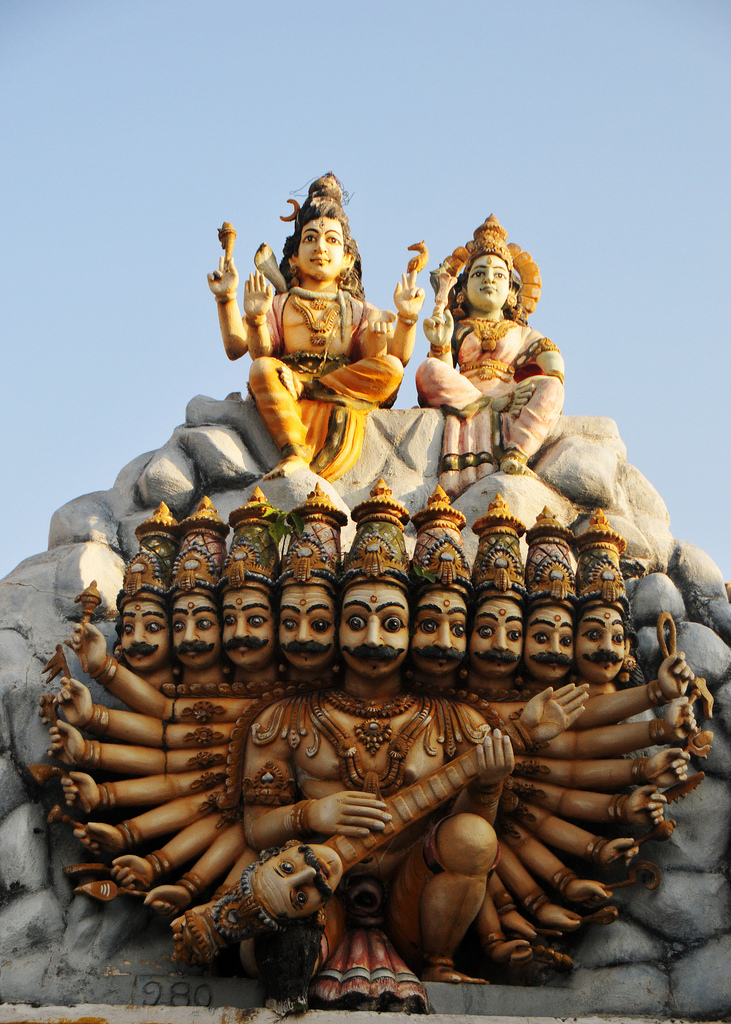
斯里蘭卡印度教寺廟上的羅波那雕像

印度教徒佔斯里蘭卡12.6％的人口。印度教的起源與早期的坦米爾人移民到島上有關。斯里蘭卡的印度教在很大程度上與坦米爾人相關，信徒主要集中在斯里蘭卡北部，東部和中部各省。自1981年人口普查以來，由於斯里蘭卡坦米爾移民海外和遣返“來自印度”的坦米爾人，印度教徒人數有下降。

## 伊斯蘭教

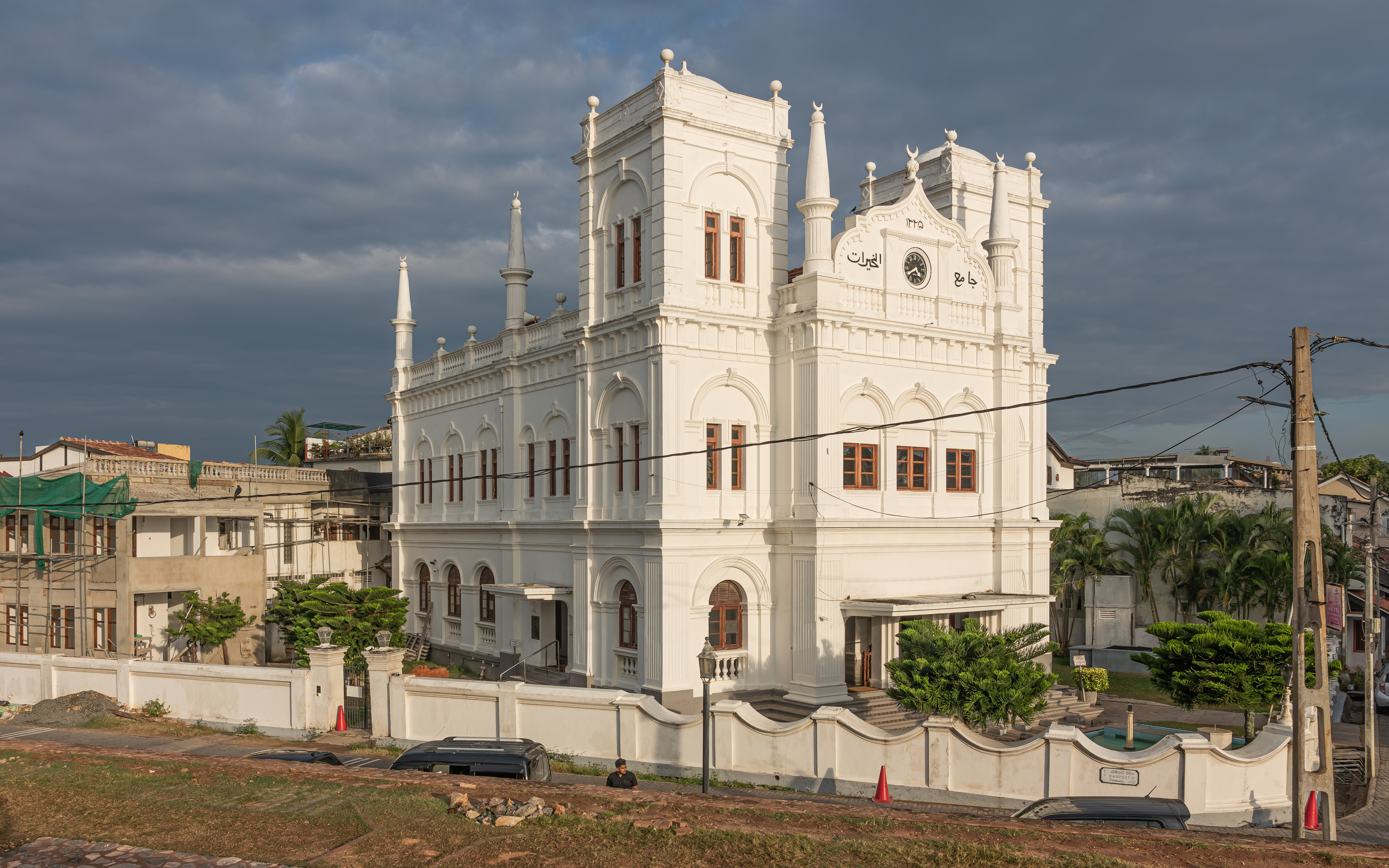
加勒的清真寺

公元6世紀，阿拉伯商人控制了大部分印度洋的貿易，包括斯里蘭卡的貿易。許多這些貿易商在斯里蘭卡定居，並鼓勵伊斯蘭教的傳播。然而，16世紀葡萄牙人抵達斯里蘭卡時，許多阿拉伯穆斯林的後裔遭迫害，迫使他們移居到中部高地和東海岸。現今斯里蘭卡的穆斯林有專屬的宗教和文化部門，這個部門是在1980年代成立的，目的是防止穆斯林社群與斯里蘭卡其他社群的隔離。約有9.7％的斯里蘭卡人信仰伊斯蘭教，信徒主要為斯里蘭卡摩爾人和斯里兰卡馬來人。

## 基督宗教

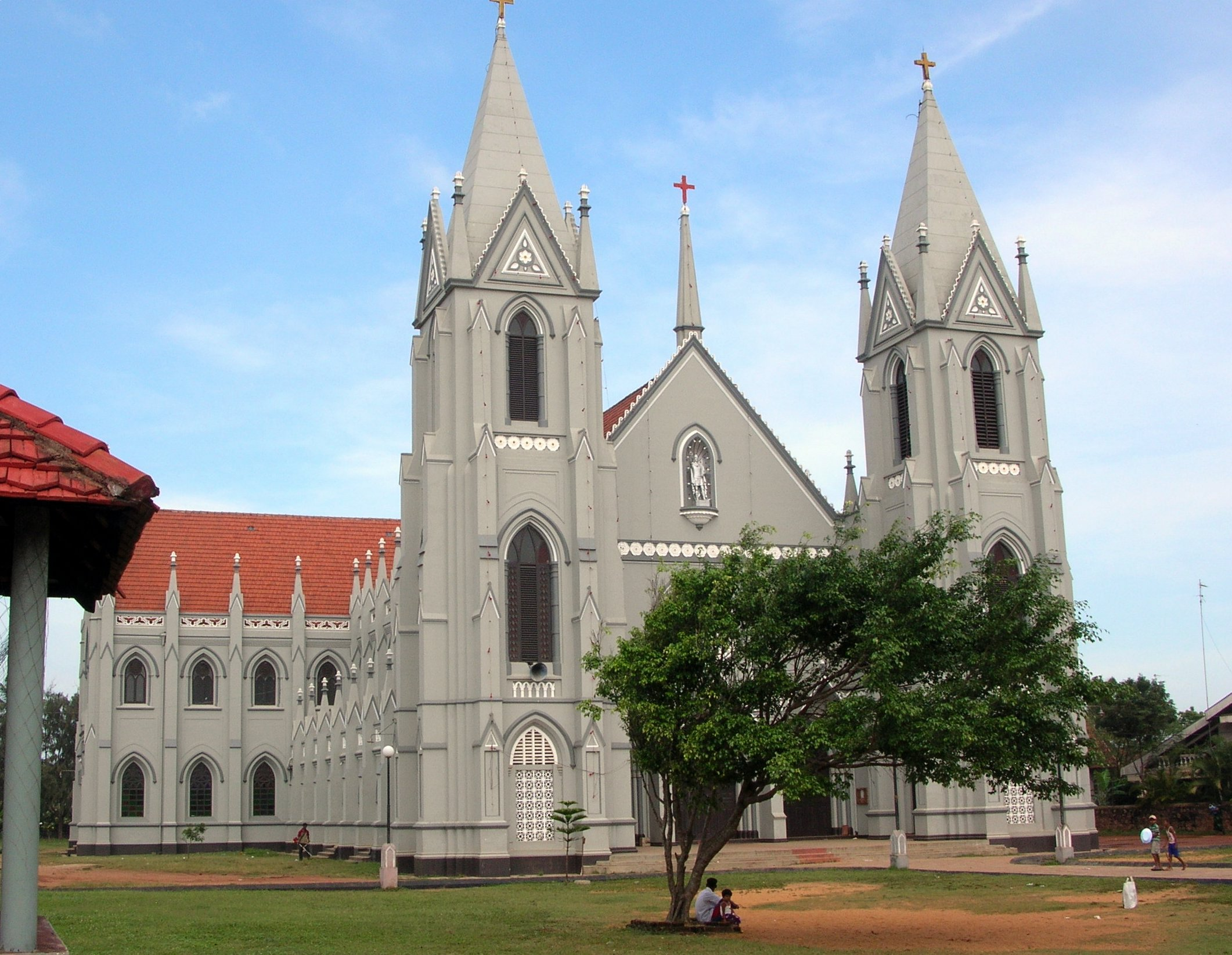
內貢博聖塞巴斯蒂安（St. Sebastian）大教堂

基督教早在1世紀由使徒托馬斯傳入斯里蘭卡。 十五世紀葡萄牙傳教士到來時，斯里蘭卡的基督徒人口並沒有顯著增加。在十七世紀，荷蘭人接管了斯里蘭卡，在1622年，荷蘭的傳教士將斯里蘭卡21％的人口轉變為基督徒。1802年錫蘭成為英國殖民地。聖公會和其他新教傳教士在19世紀初抵達斯里蘭卡，當時英國人從荷蘭人手中接管了斯里蘭卡。英國統治下的傳教工作是由英國的基督教會進行的：浸信會、衛理會和英國海外傳道會。救世軍和耶和華見證人也存在於斯里蘭卡。即便如此，自英國殖民統治結束以來，斯里蘭卡的基督徒大幅度下降。到1980年代，基督徒（主要集中在斯里蘭卡西北部）有128.36萬人，佔斯里蘭卡人口的8％。在這些基督徒中，約88％是天主教信徒，其餘的是聖公會和其他新教信徒。

## 参見
- 斯里蘭卡歷史
- 斯里蘭卡宗教自由（英语：Freedom of religion in Sri Lanka）